# Municipio de Linn (condado de Moniteau)
El municipio de Linn (en inglés: Linn Township) es un municipio ubicado en el condado de Moniteau en el estado estadounidense de Misuri. En el año 2010 tenía una población de 1292 habitantes y una densidad poblacional de 5,6 personas por km².

## Geografía
El municipio de Linn se encuentra ubicado en las coordenadas 38°47′11″N 92°29′18″O / 38.78639, -92.48833. Según la Oficina del Censo de los Estados Unidos, el municipio tiene una superficie total de 230.56 km², de la cual 225,02 km² corresponden a tierra firme y (2,4 %) 5,54 km² es agua.

## Demografía
Según el censo de 2010, había 1292 personas residiendo en el municipio de Linn. La densidad de población era de 5,6 hab./km². De los 1292 habitantes, el municipio de Linn estaba compuesto por el 96,59 % blancos, el 0,23 % eran afroamericanos, el 0,23 % eran asiáticos y el 2,94 % eran de una mezcla de razas. Del total de la población el 1,01 % eran hispanos o latinos de cualquier raza.